# چراغ روغن‌سوز سرامیک
چراغ روغن‌سوز سرامیک یکی از آثار باستانی متعلق به دوران اشکانیان است که در خوزستان نیایش‌گاه برد نشانده کشف شده‌است. این چراغ روغن‌سوز سرامیکی در موزه ملی ایران بخش موزه ایران باستان نگهداری می‌شود.